# Salsa (tex-mex)

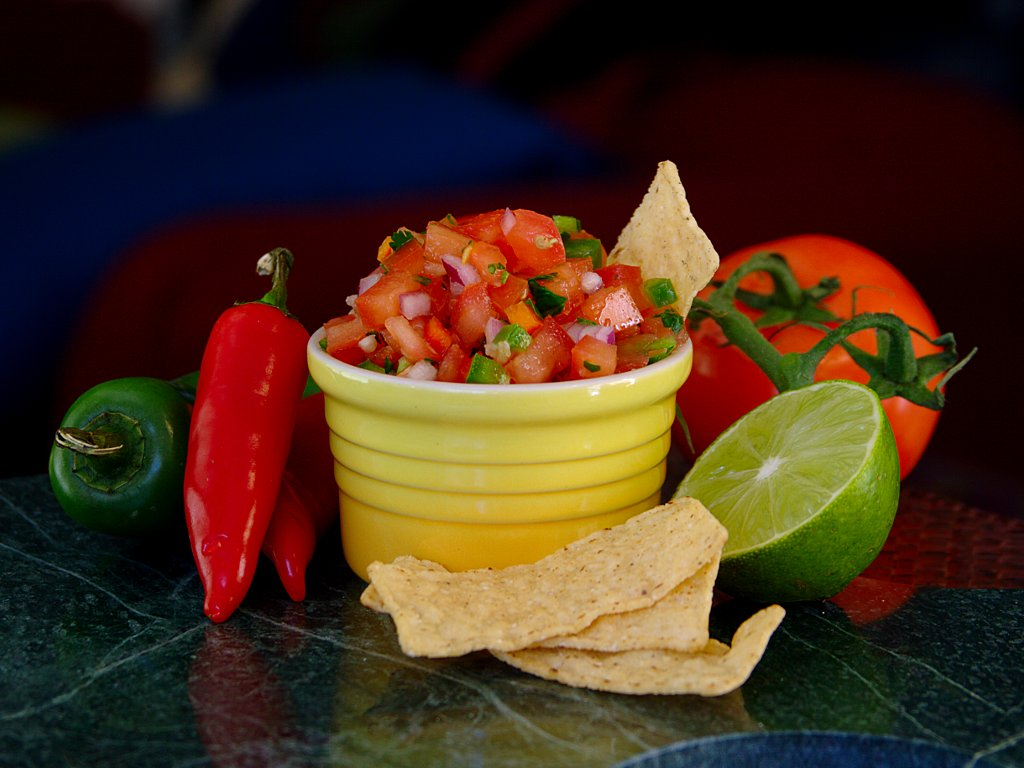
Salsa pico de gallo amb tortilla xips

En la gastronomia tex-mex, salsa (/'sɑlsə/ en anglès) es refereix a algunes salses adaptades de la cuina mexicana; la paraula és un préstec del castellà i no s'aplica a totes les salses mexicanes. La salsa tex-mex es fa més freqüentment a base de tomàquets cuits amb altres ingredients, sovint però no necessàriament incloent bitxos picants. Aquesta salsa es ven als supermercats i se serveix als restaurants tex-mex. Totes les salses tex-mex pot ser picants o no; les varietats venudes en pots solen ser disponibles en graus de suava, mitjana, i picant.
Es menja la salsa amb tortilla xips, servits com a aperitiu típic a restaurants tex-mex, i sovint a festes també. A més, s'empra per a condimentar els plats tex-mex. La salsa s'ha fet un dels condiments més populars als Estats Units, avui dia combinada freqüentment amb aliments sense connexió a la cuina mexicana o tex-mex.
La paraula salsa no es refereix a totes les salses tex-mex o mexicanes; exclou el guacamole, el chili con queso (també queso), i el mole (l'últim molt típic de la cuina mexicana però poc comú en la cuina tex-mex).

## Tipus

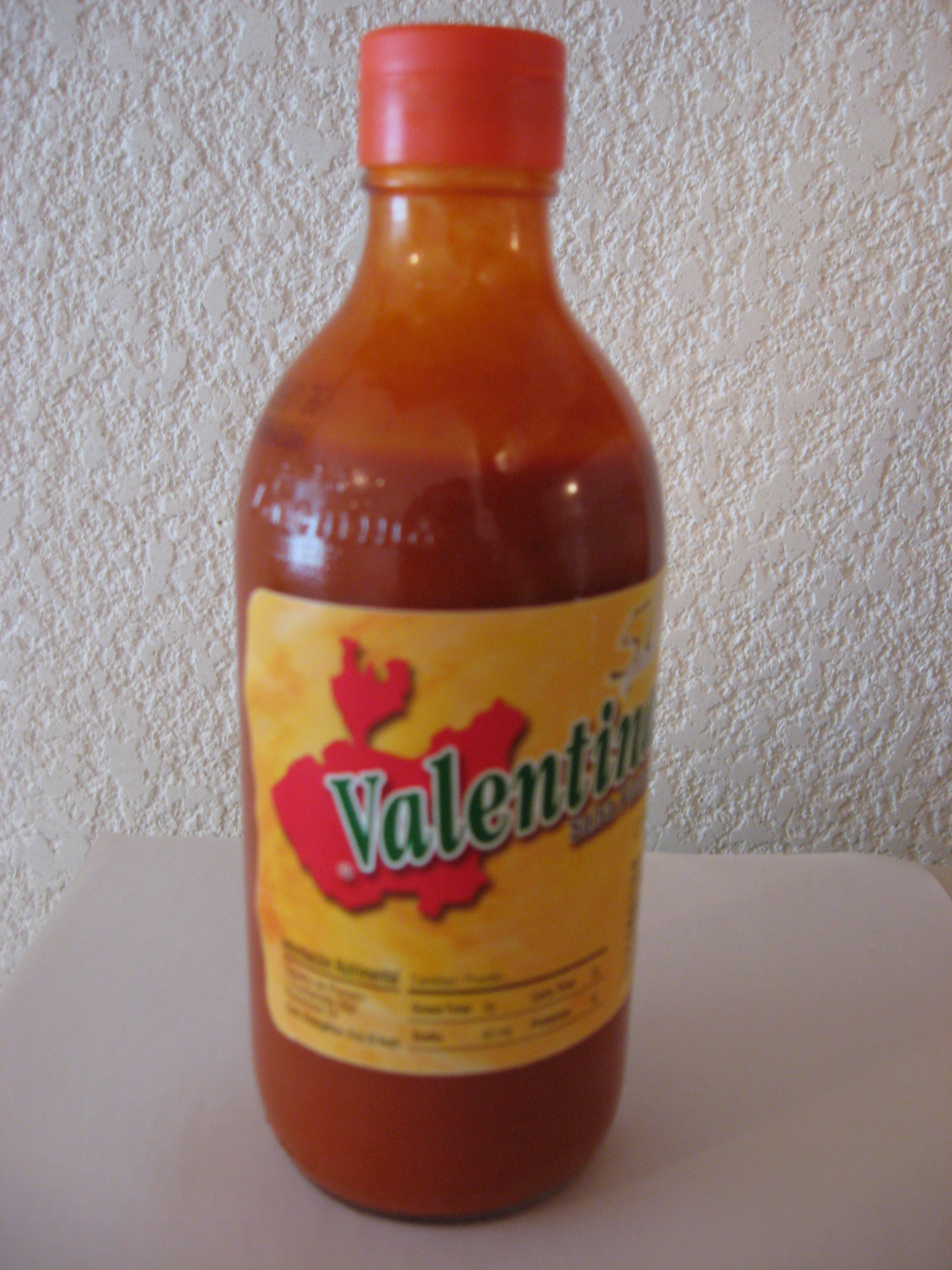
Salsa Valentina, una marca mexicana de hot sauce venuda extensament als Estats Units

- Salsa roja és la varietat més comuna, i la paraula salsa sense especificació se li refereix. És una salsa cuita de tomàquets, cebes, all, pebres (a vegades picants), i sovint fulles de coriandre. Variants populars afegeixen llavors de moresc o fesols negres.
- Salsa verde, fet a base de tomatillos però d'altra banda semblant a la salsa roja. El tomatillo és una fruit mexicana emparentada als tomàquets que s'assembla un tomàquet petit i verd amb una pellofa que s'assembla al paper.
- Pico de gallo, "bec de gall", elaborat amb tomàquet, ceba, all, pebres, suc de llimona dolça, fulles de coriandre, i altres ingredients. El pico de gallo no es cuina; els ingredients només es tallen i es combinen.
- Salsa ranchera o ranchero sauce, semblant a la salsa roja i elaborada amb una combinació de tomàquet i diversos pebres; típicament només lleugerament picant, i emprat en l'elaboració dels plats en comptes d'utilitzar com a condiment de taula.
- Hot sauce o taco sauce, feta a base de bitxos, vinagre, i espècies, sense tomàquet. És un puré, sense grumolls, i típicament més picant que les altres varietats de salsa i emprat en quantitats petites.
- Mango salsa, elaborada a base de mango tallat, crua o cuita lleugerament. Emprada molt per a condimentar carn, pollastre, i sobretot peix rostits a la graella, a causa del seu sabor dolç i complexa. Se serveix també amb tortilla xips.